# Alvalade (stație de metrou din Lisabona)
Alvalade este o stație de pe Linia verde a metroului din Lisabona. Stația este situată sub bulevardul Av. de Roma, în cartierul Alvalade, la intersecția cu Av. da Igreja, și oferă acces către Spitalul Júlio de Matos și către Laboratorul Național de Inginerie Civilă.

## Istoric
Stația a fost inaugurată pe 18 iunie 1972, în același timp cu Roma, Areeiro, Alameda și Arroios, odată cu prelungirea Liniei verzi până în cartierul Alvalade. Proiectul original îi aparține arhitectului Dinis Gomes, iar lucrările plastice pictoriței Maria Keil.
Pe 17 august 2006 a fost terminată remodelarea holului de sud al stației, lucrările fiind executate după un proiect realizat de arhitectul Sanchez Jorge și decorațiuni ale pictoriței Bela Silva. Reconstrucția holului de nord a fost terminată pe 25 octombrie 2007, decorațiunile fiind executate de pictorița Maria Keil. Aceste lucrări au făcut parte dintr-un proiect care a presupus prelungirea peroanelor și construcția unui al doilea hol.
În cursul remodelării stației au fost montate mai multe lifturi care facilitează accesul la peroane, iar Alameda poate acum deservi și persoanele cu dizabilități locomotorii, precum toate stațiile noi ale metroului din Lisabona.

## Legături

### Autobuze orășenești

#### Carris
- 206 Cais do Sodré ⇄ Senhor Roubado (dimineața)
- 735 Cais do Sodré ⇄ Spitalul Santa Maria
- 755 Poço do Bispo ⇄ Sete Rios
- 767 Campo Mártires da Pátria ⇄ Reboleira[4]